# 皇家博物馆

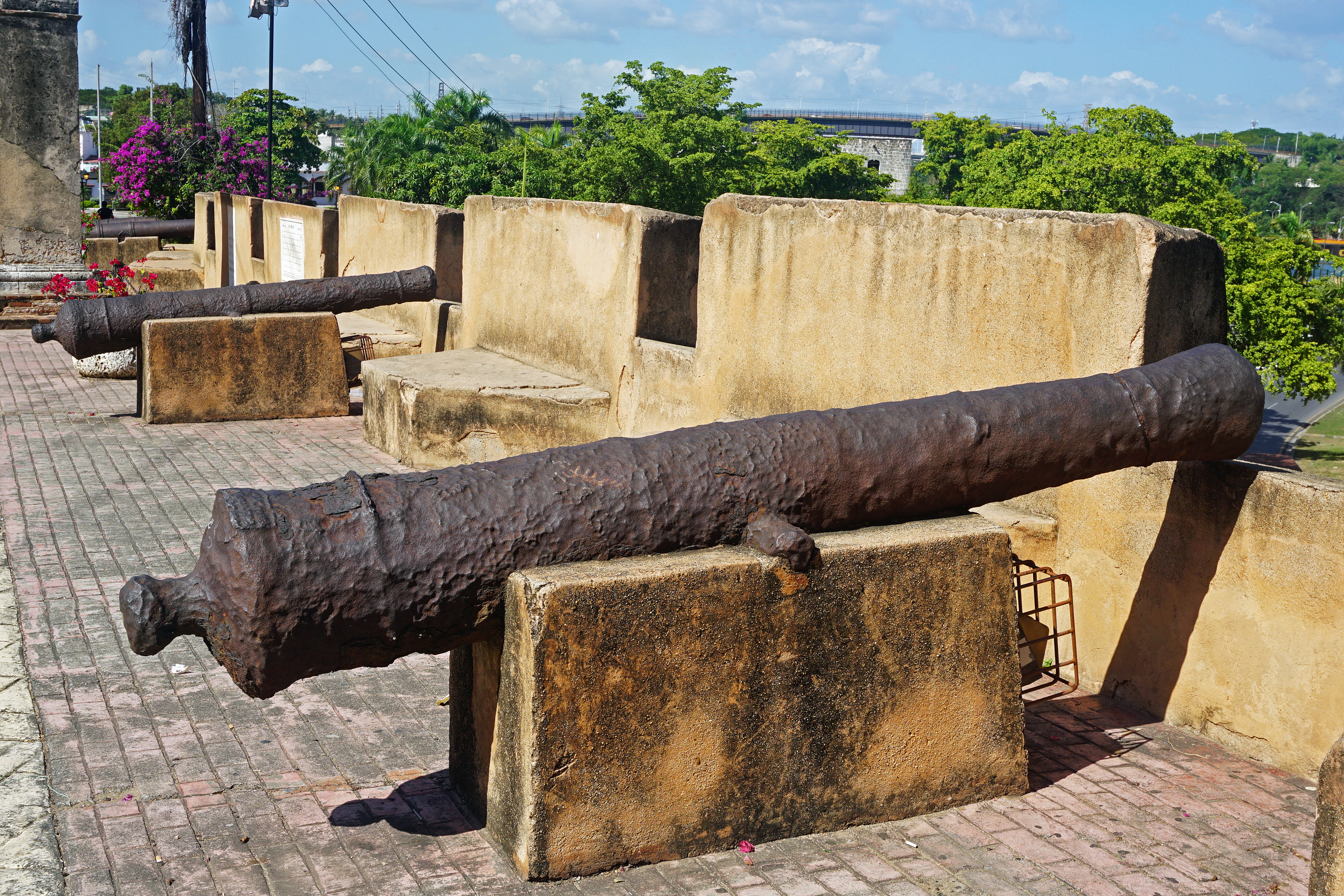

皇家博物馆（西班牙語：Museo de las Casas Reales）是殖民时代在伊斯帕尼奥拉岛，现在的多米尼加共和国建造的重要文化古迹之一，位于圣多明各的殖民城。

## 历史
这座建筑可以追溯到16世纪，是圣多明各总督的宫殿，也是西班牙势力在新世界的第一个（最古老）总部。美洲西班牙殖民地的行政机构所在地。
皇家博物馆是联合国教科文组织世界遗产圣多明各殖民城的一部分。

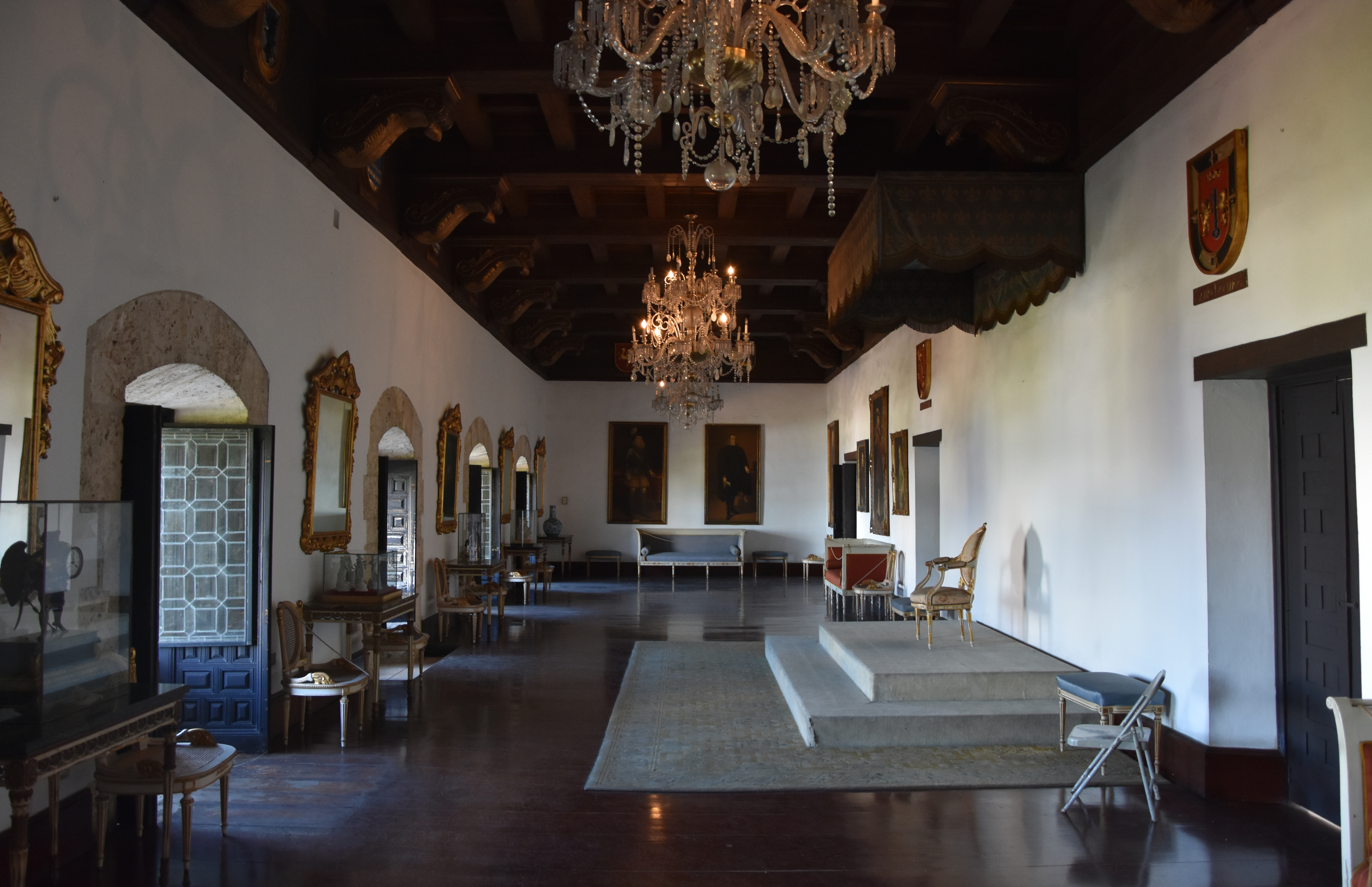

## 画廊

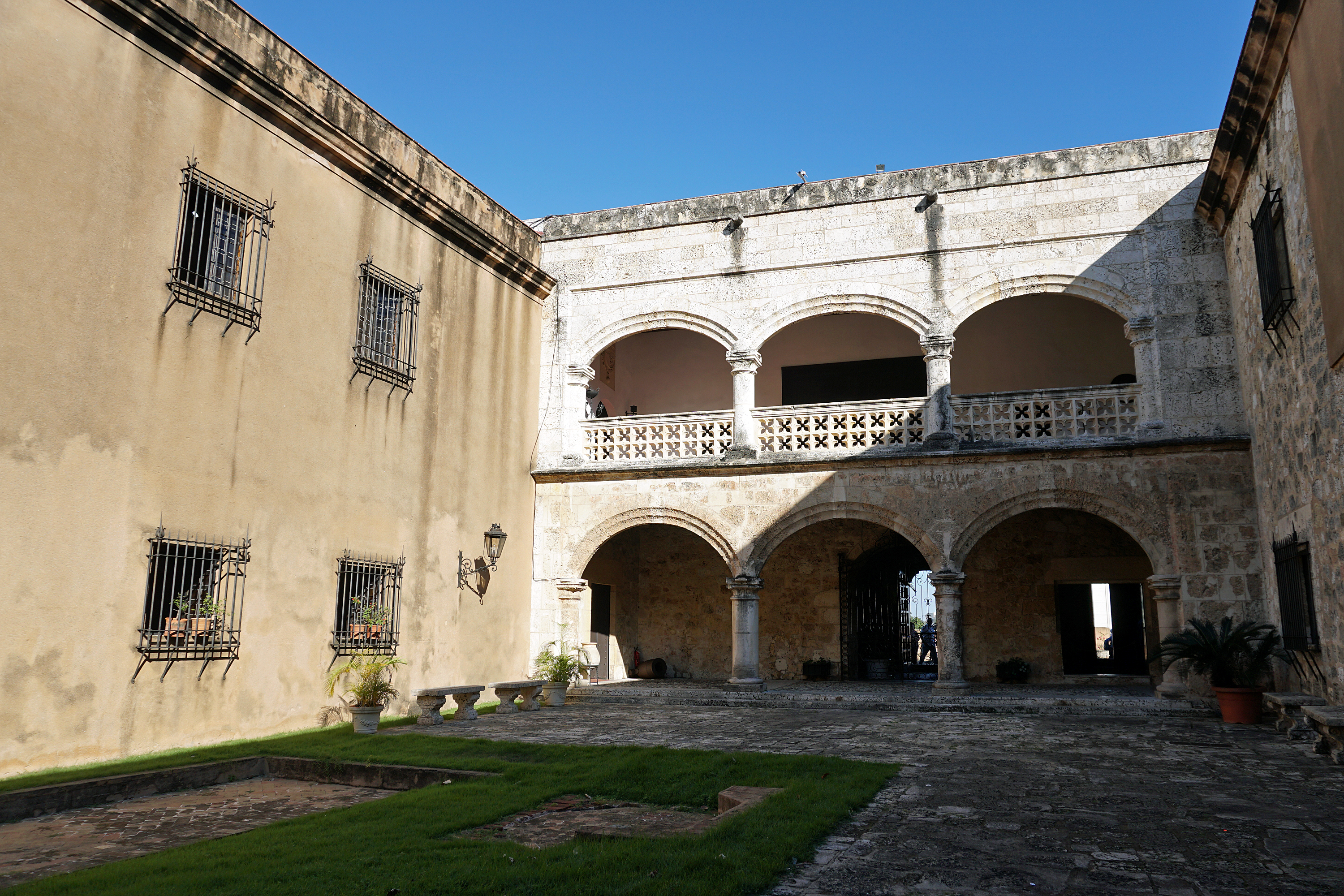
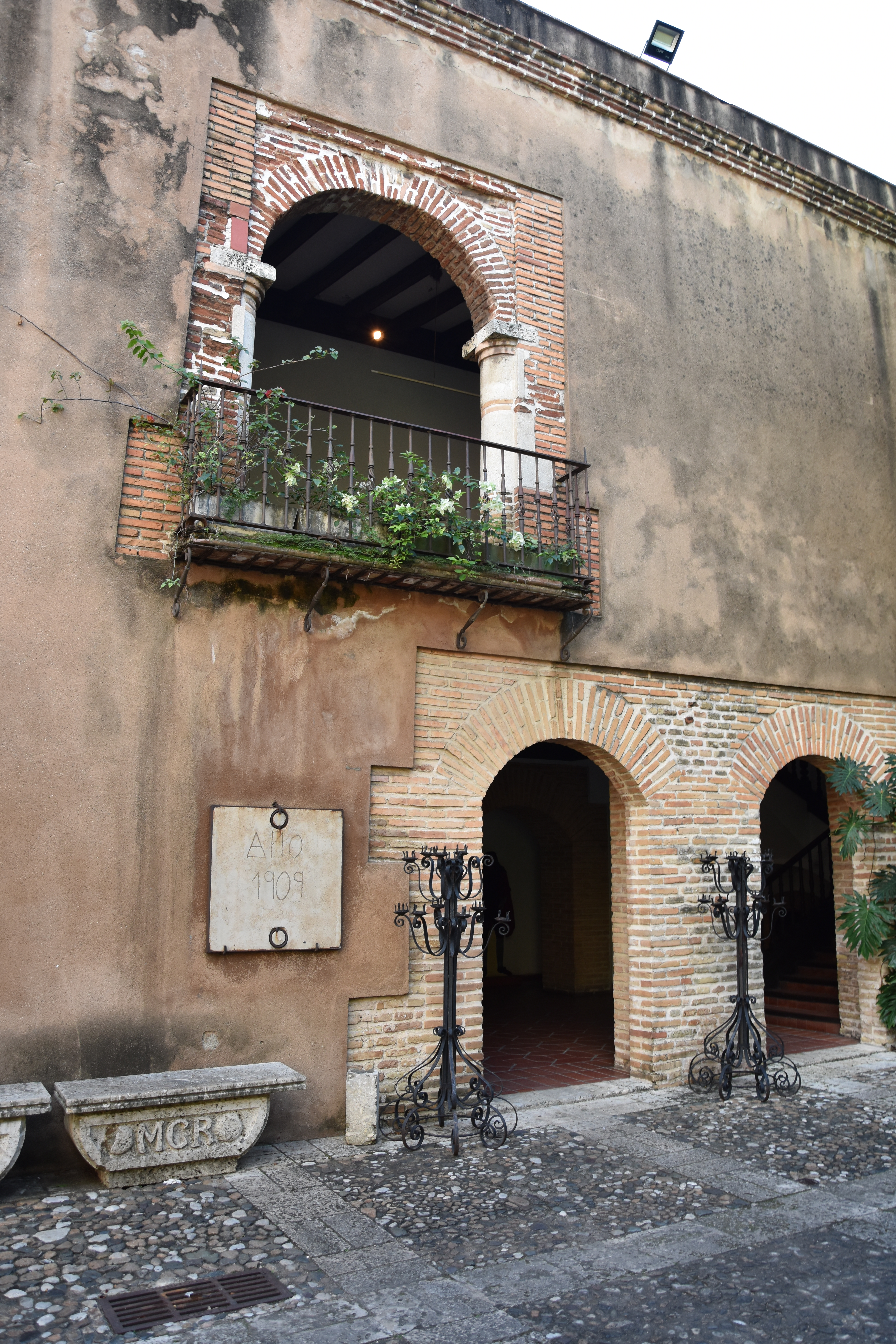
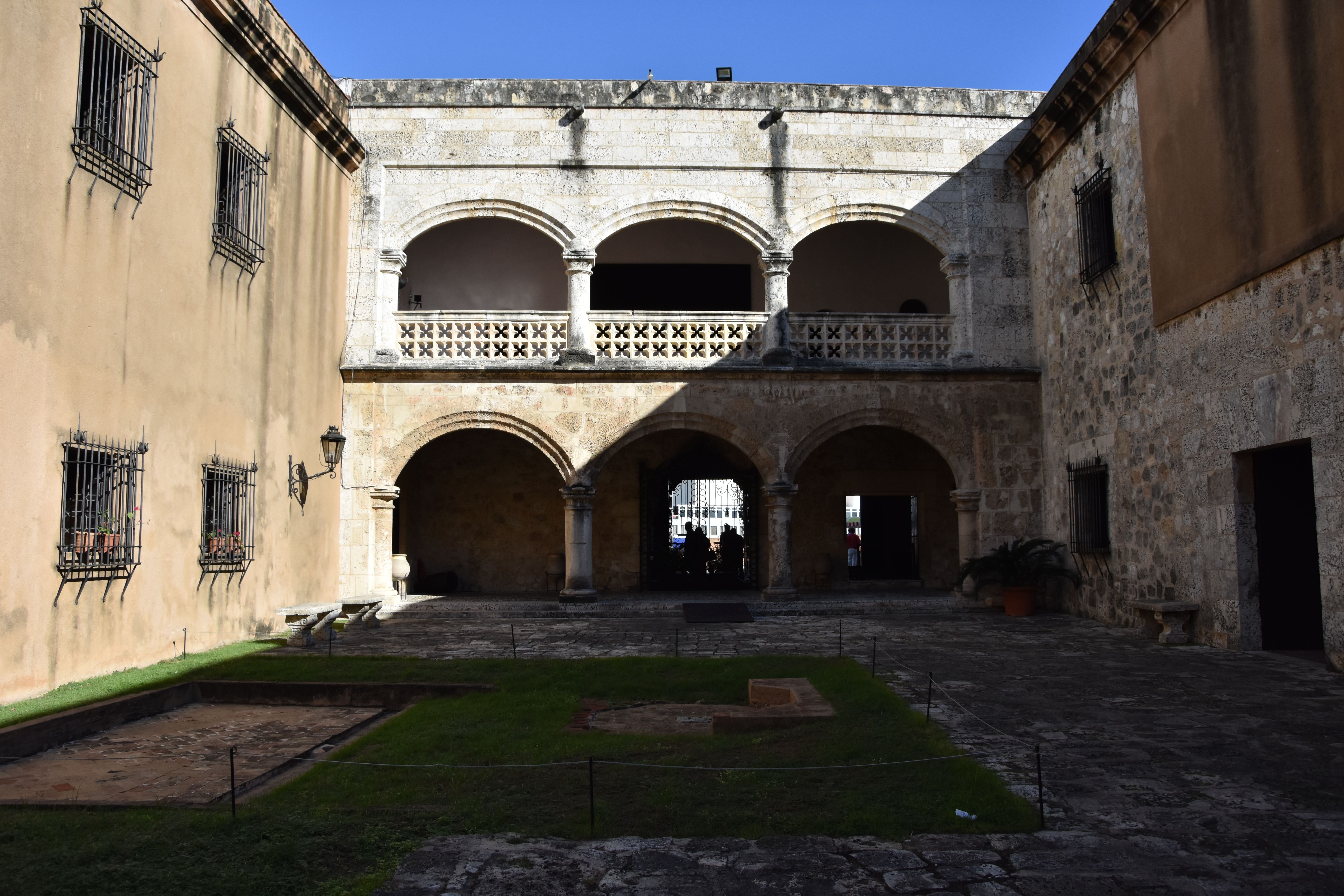
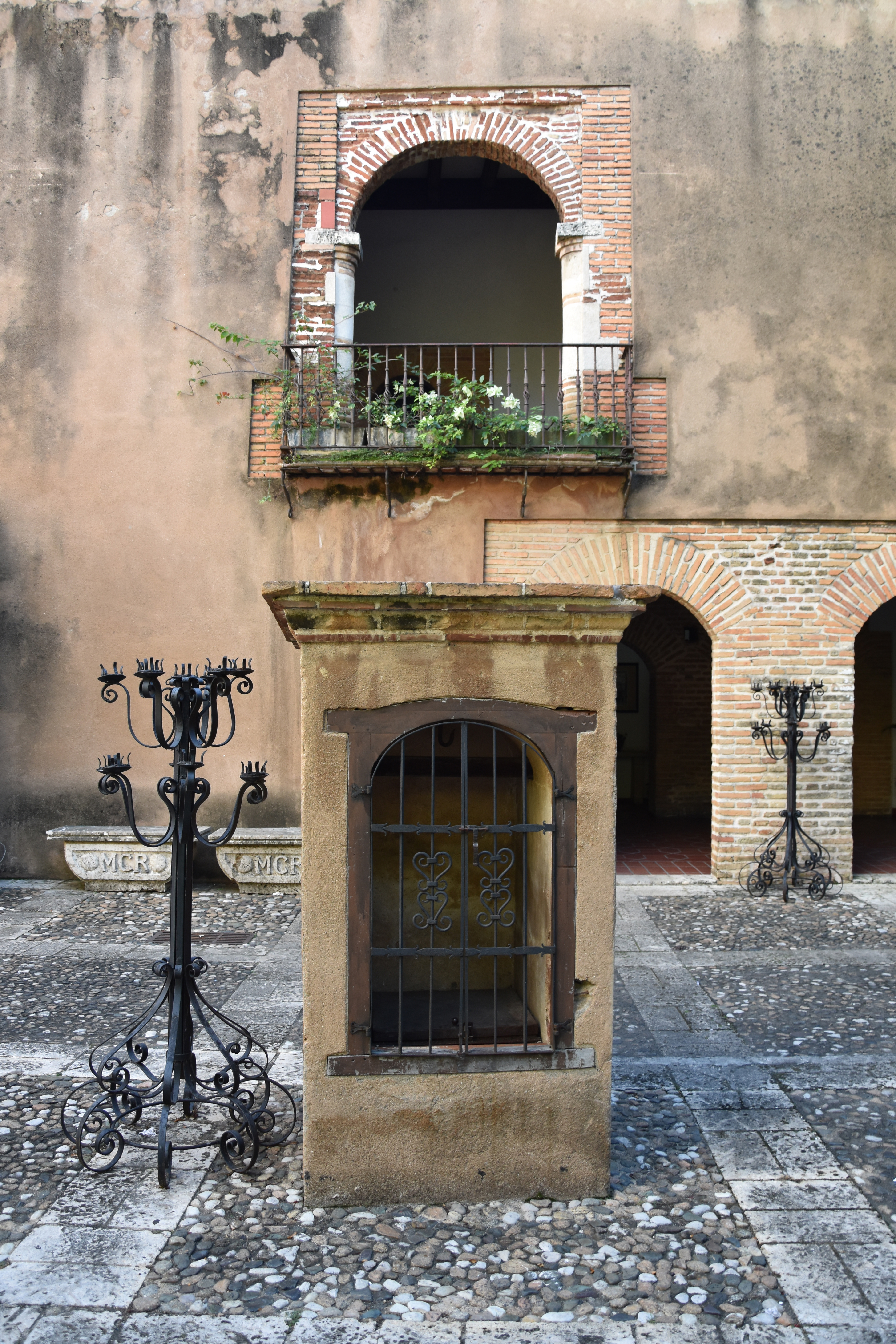
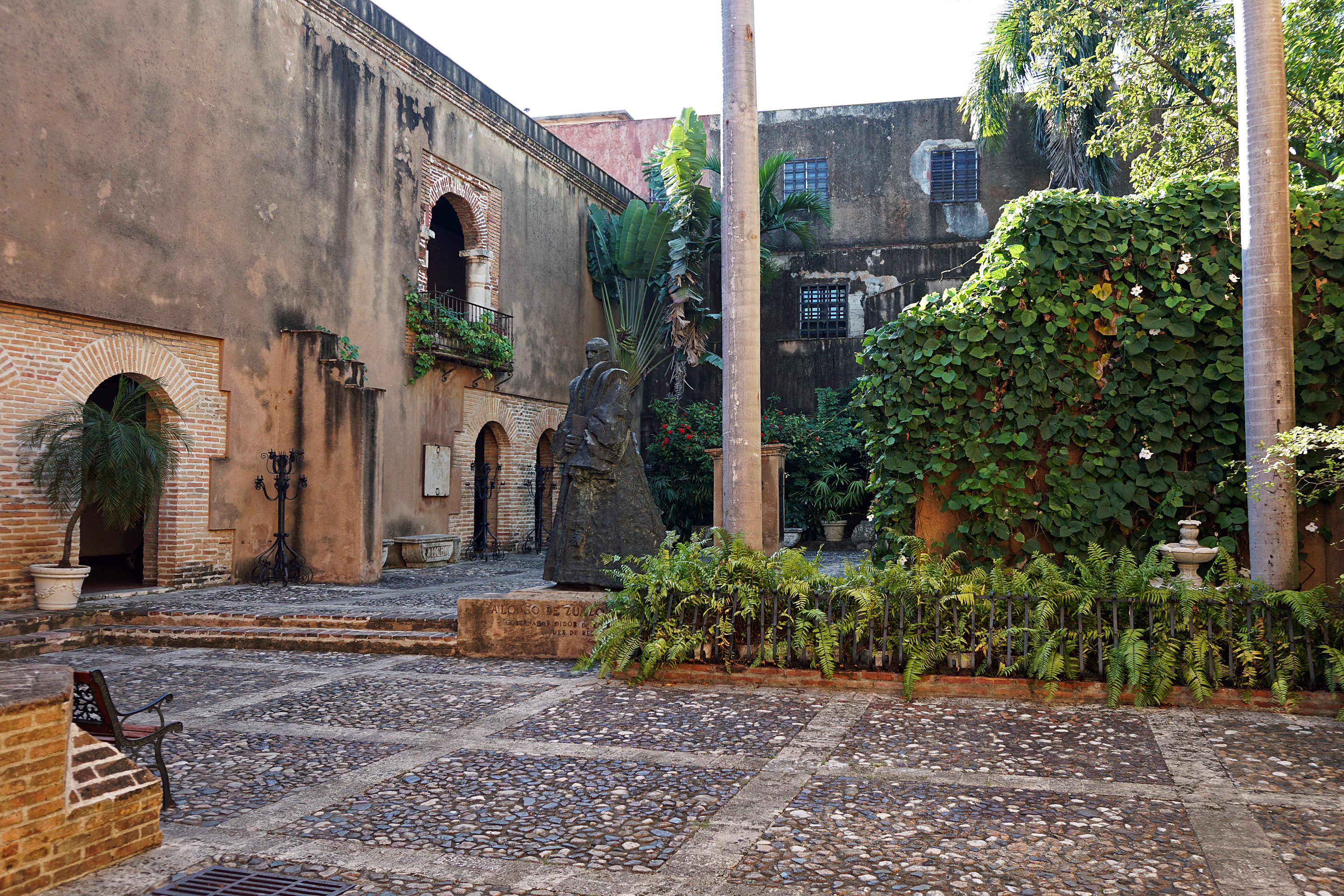
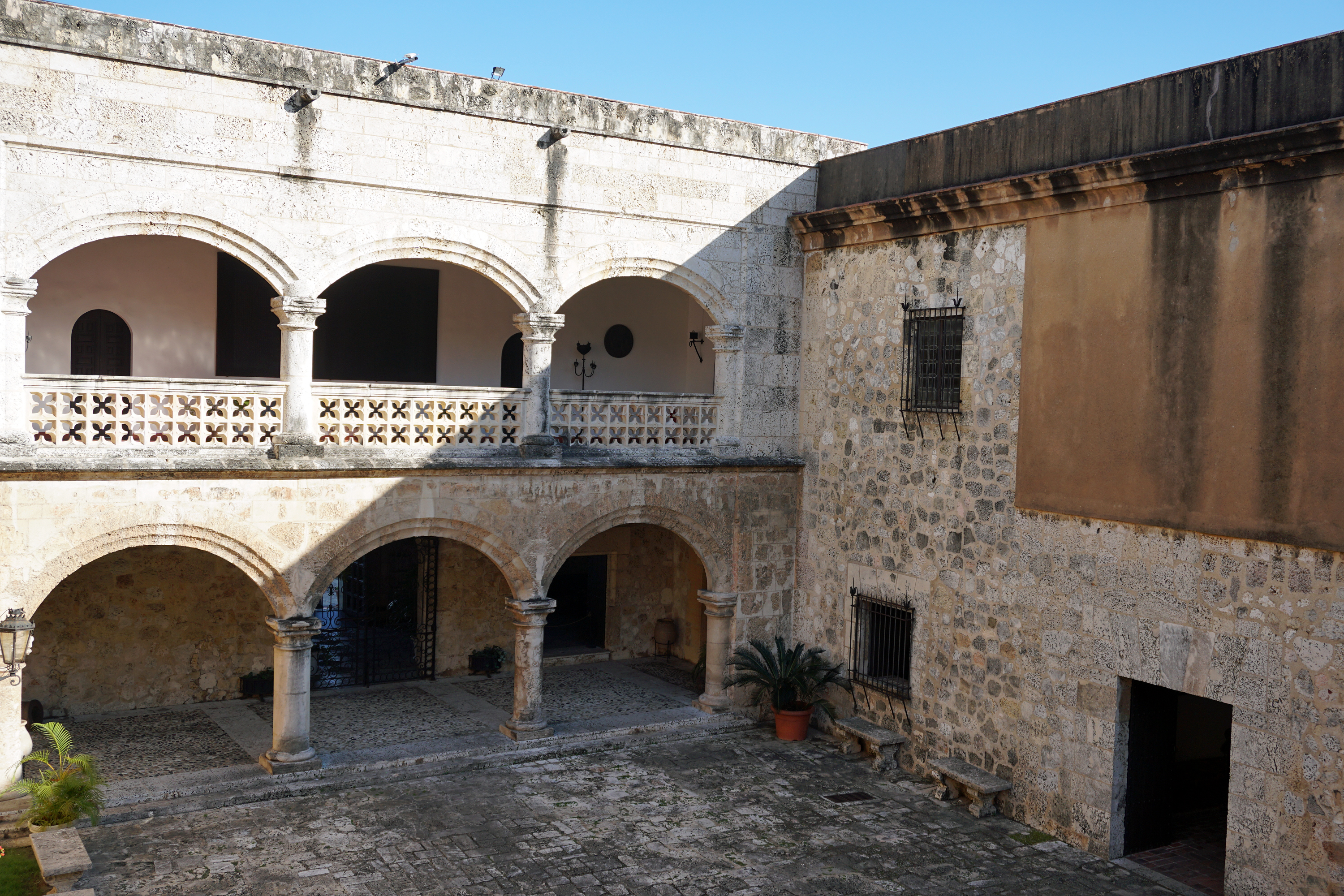
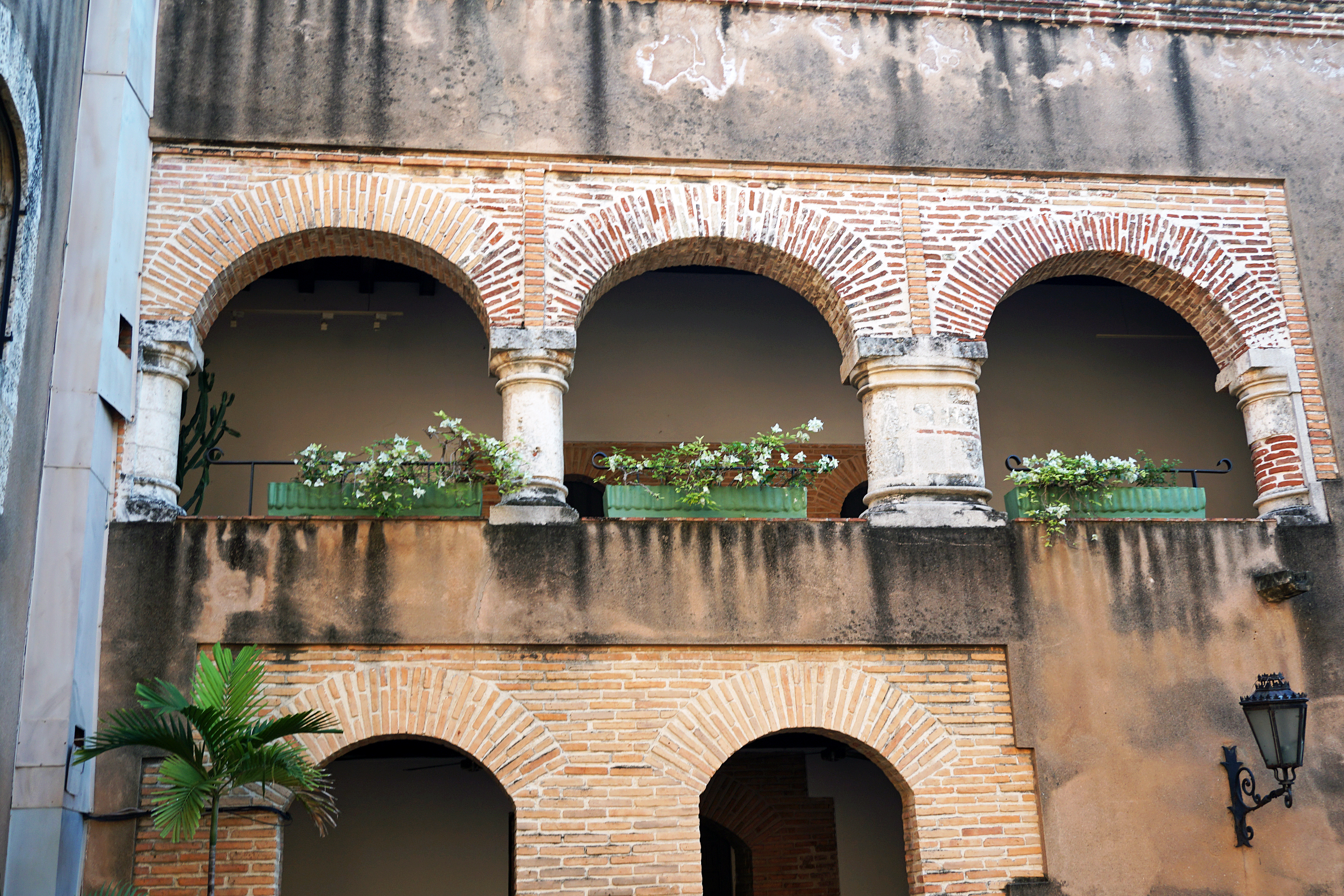

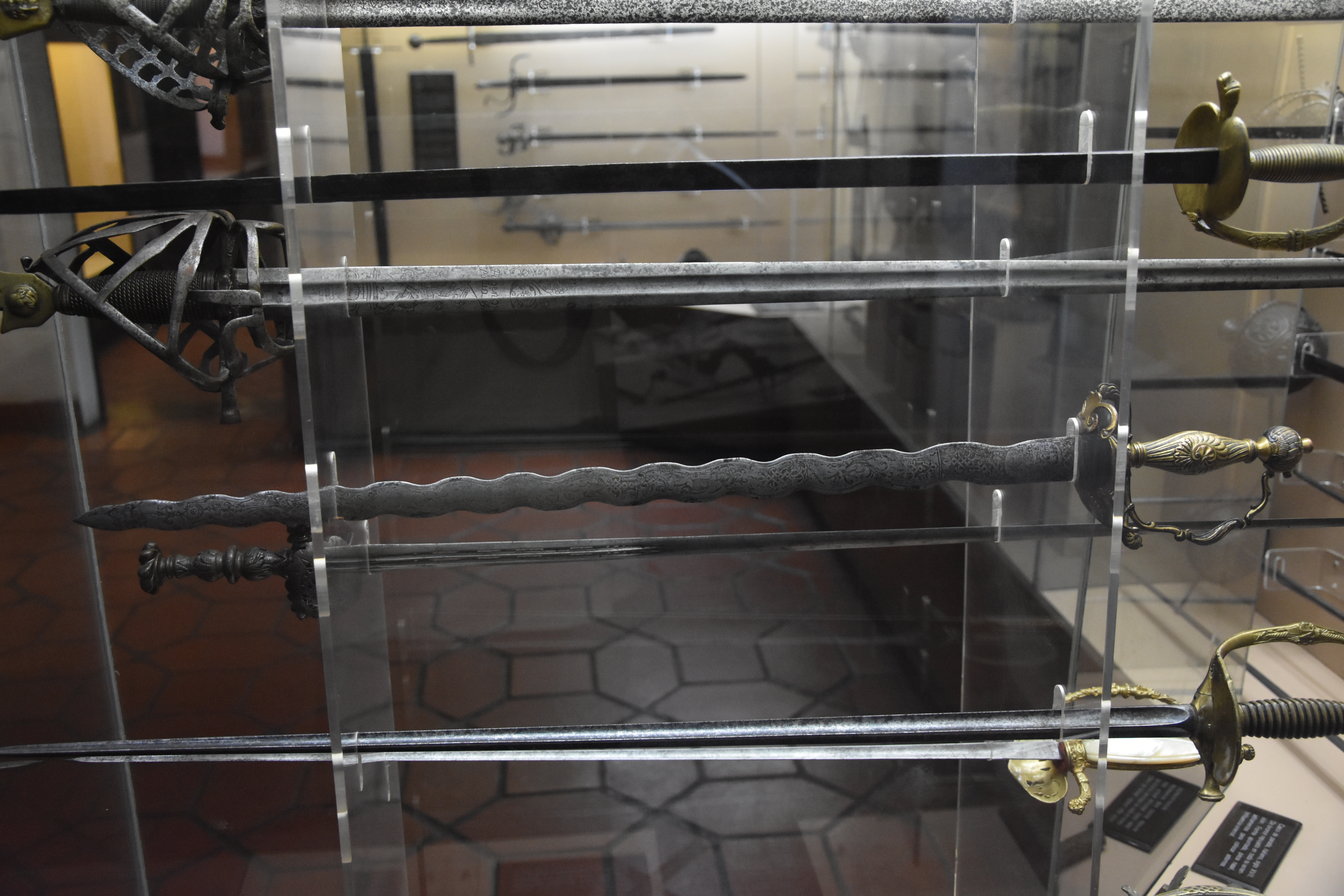
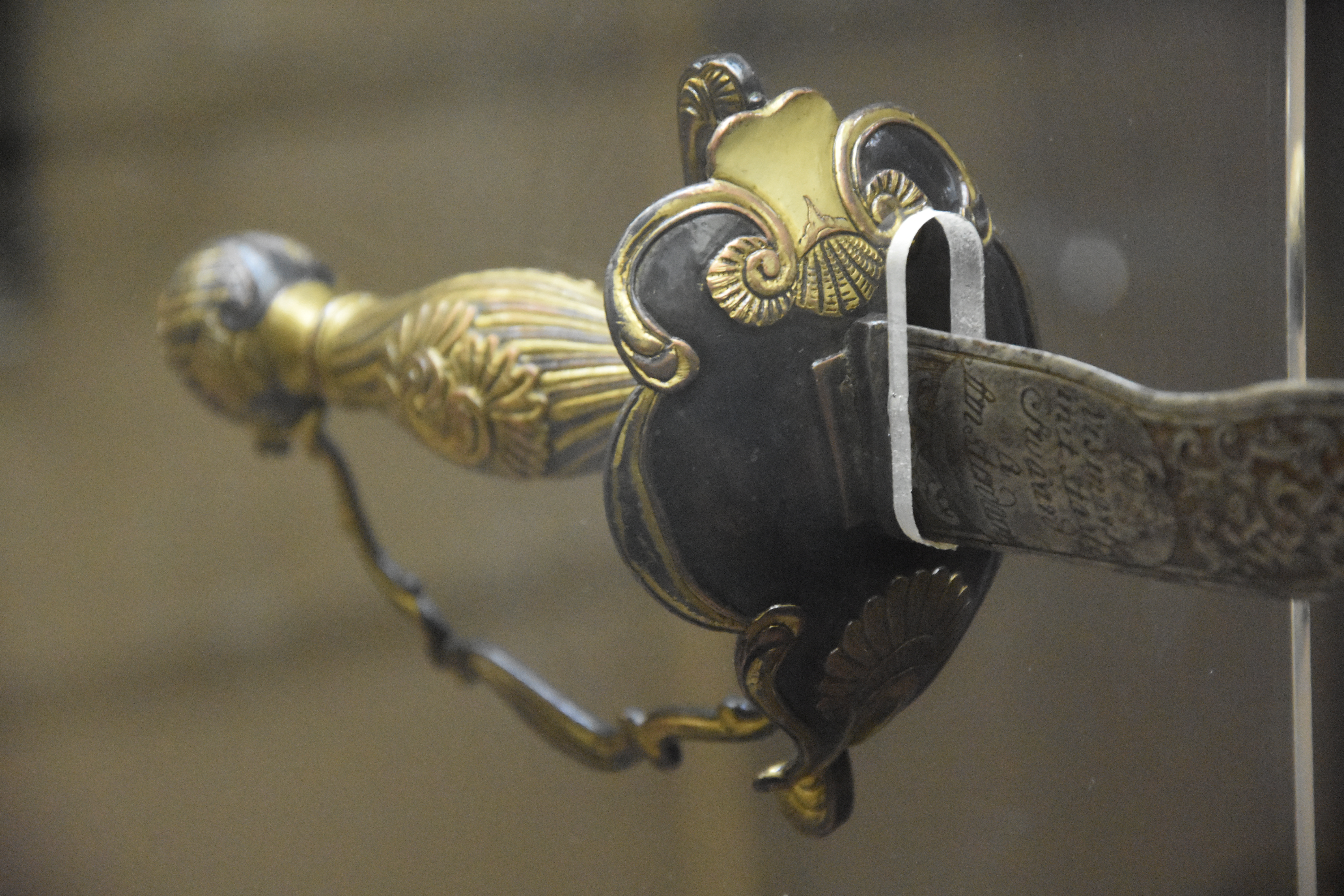
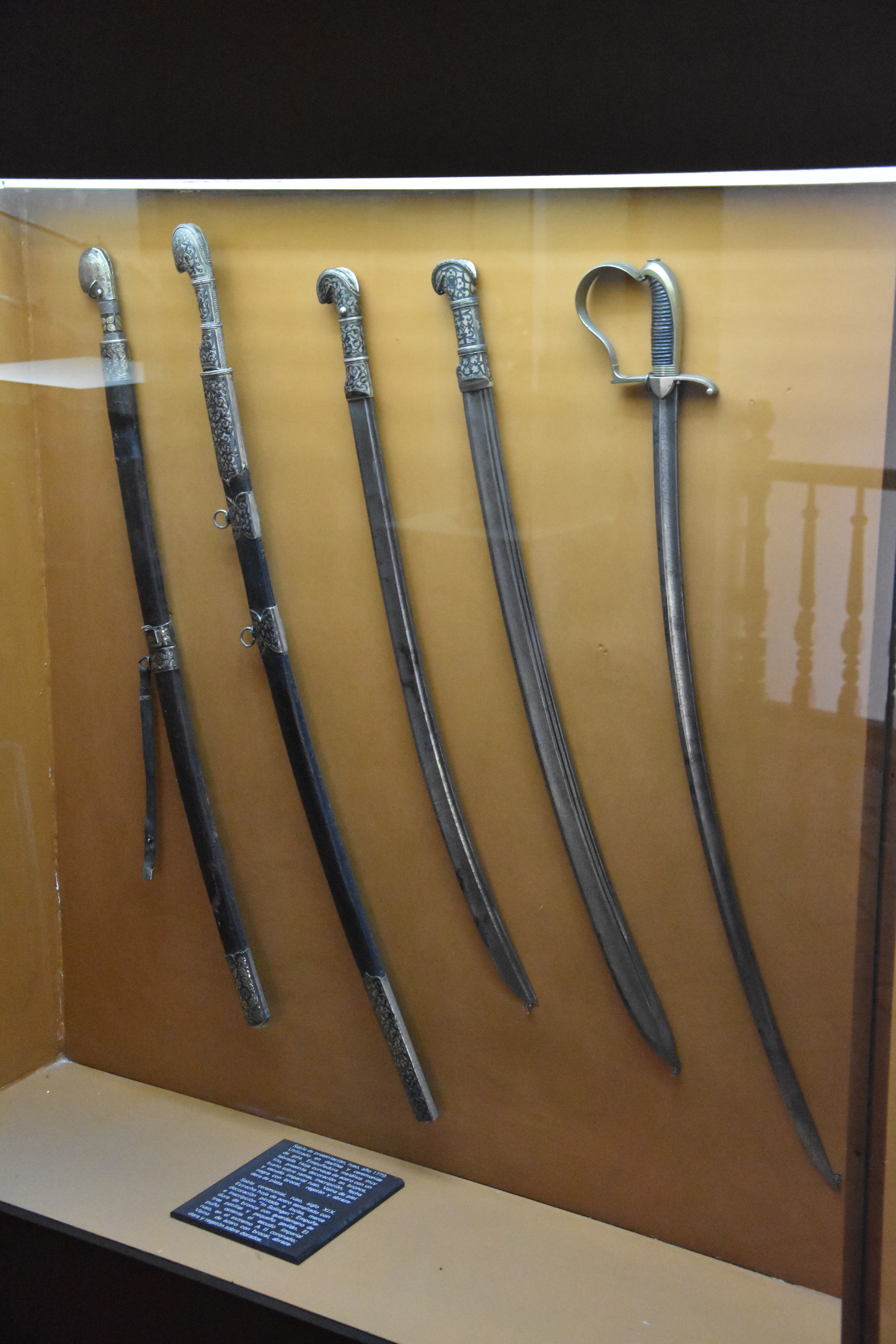
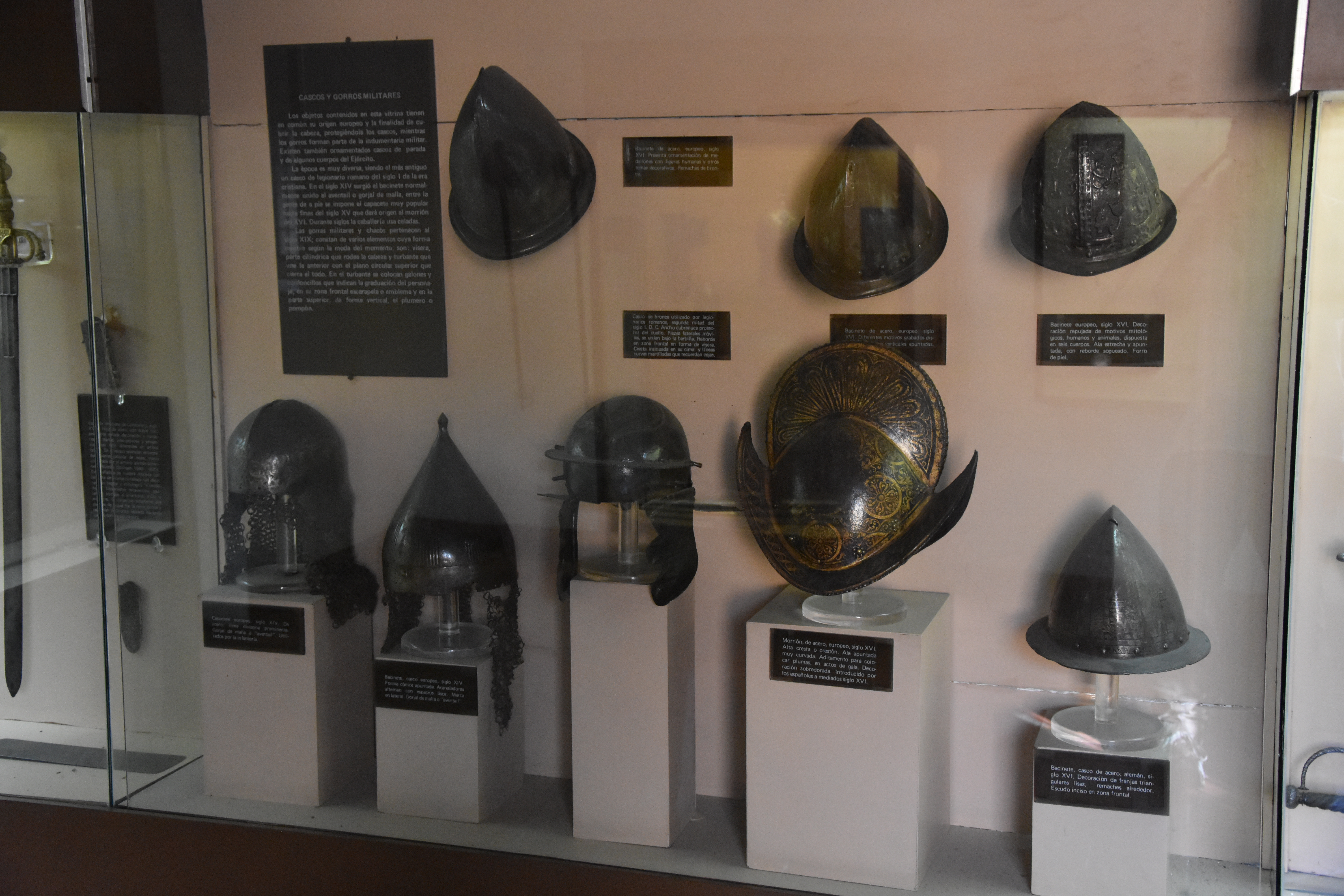
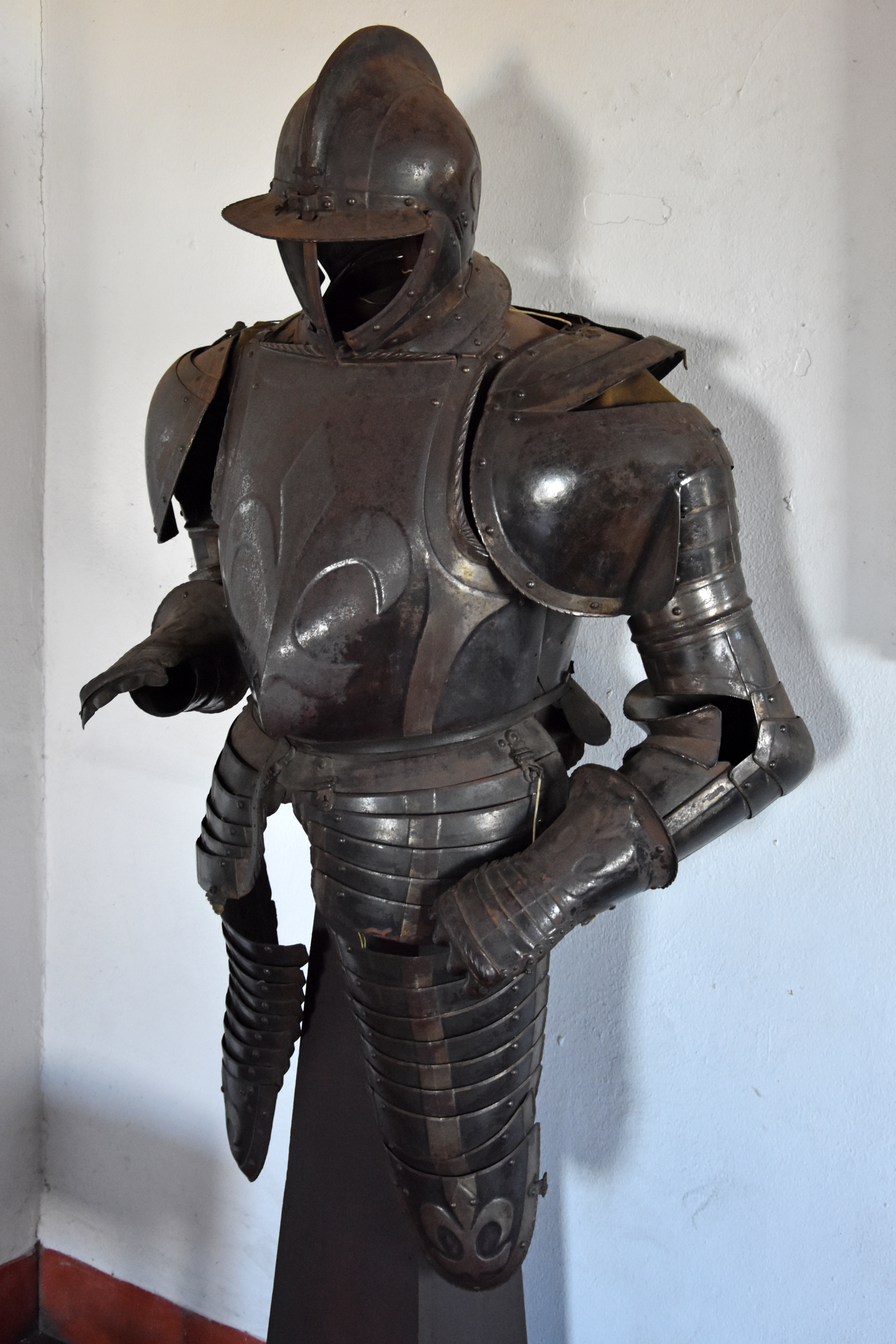
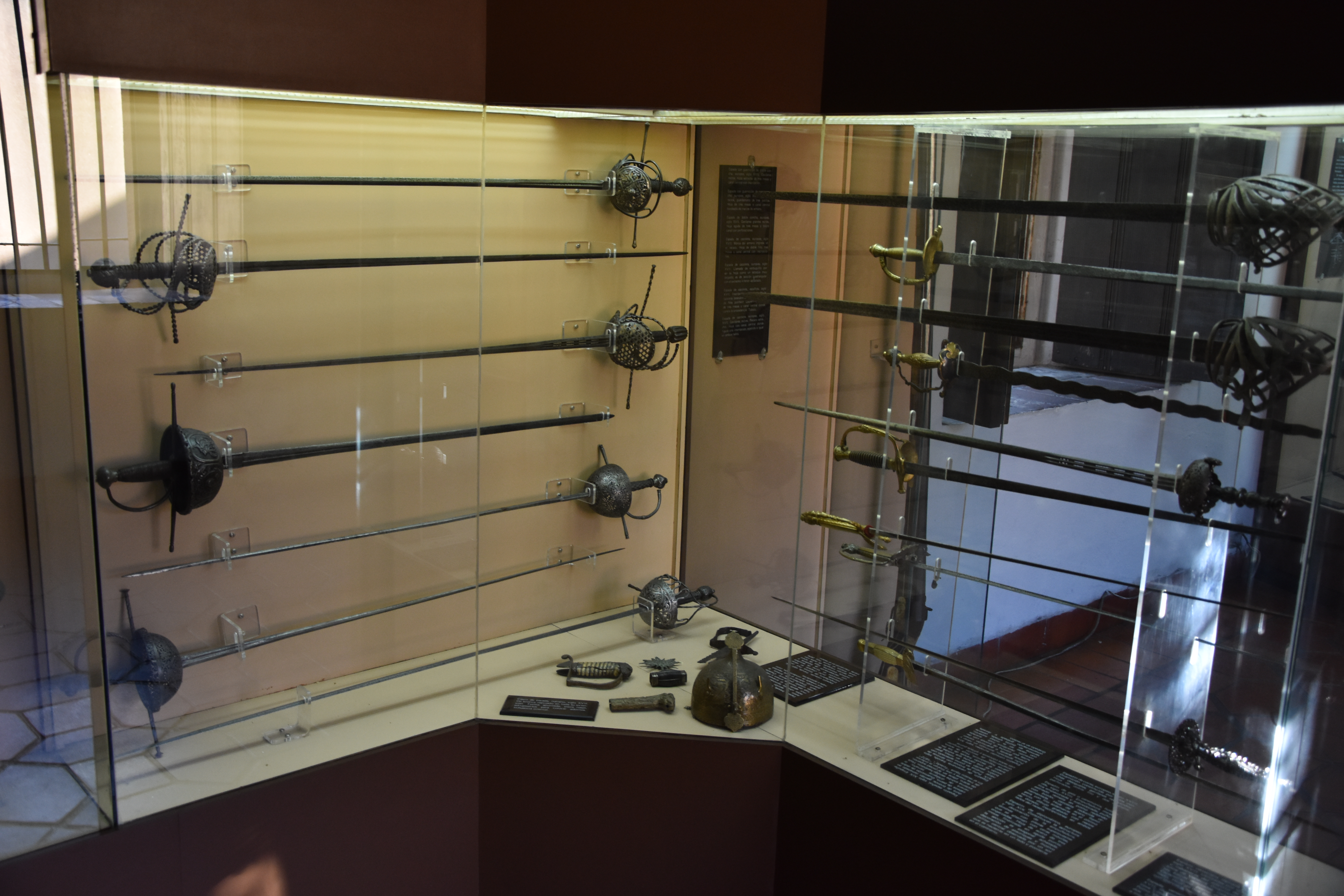
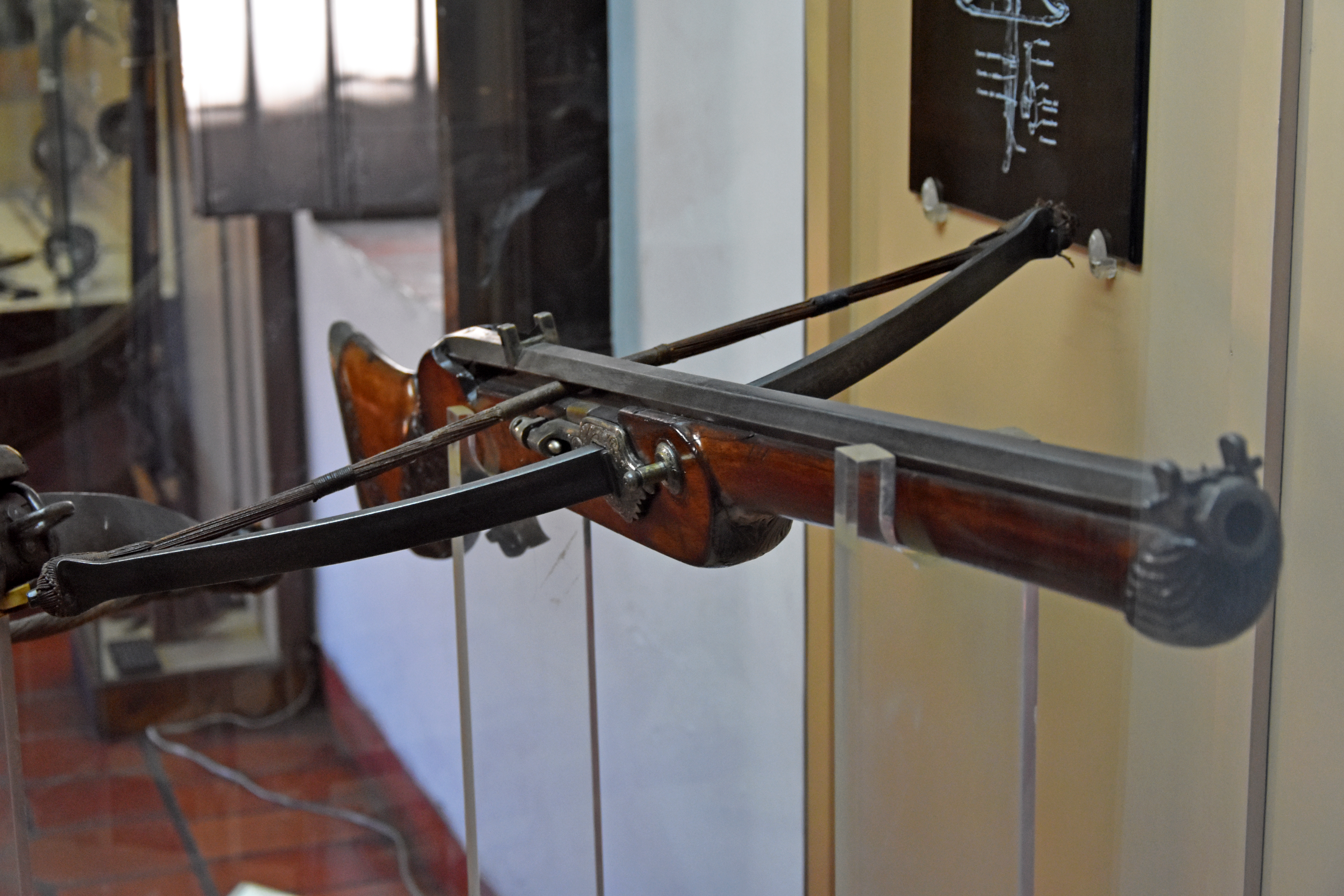
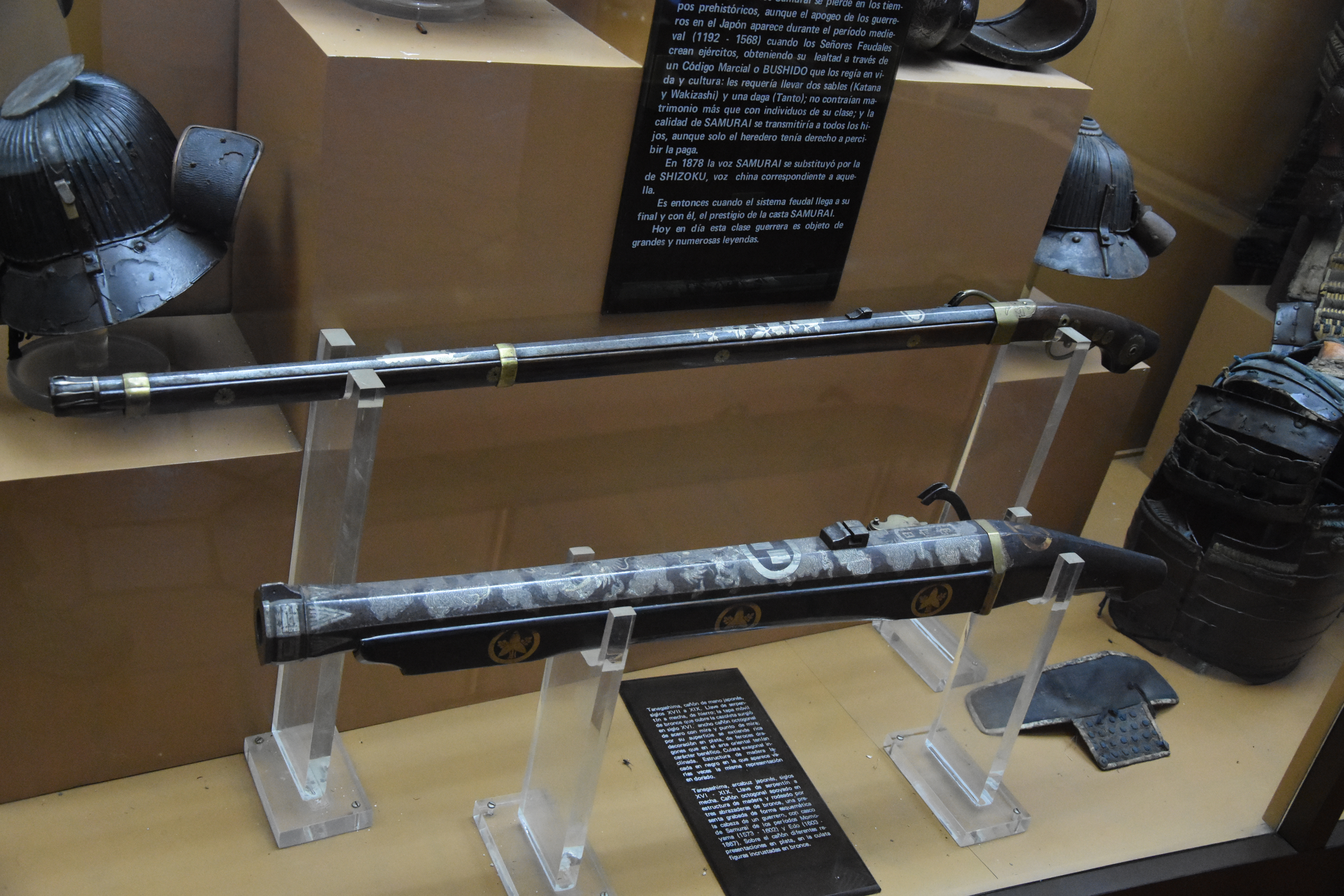
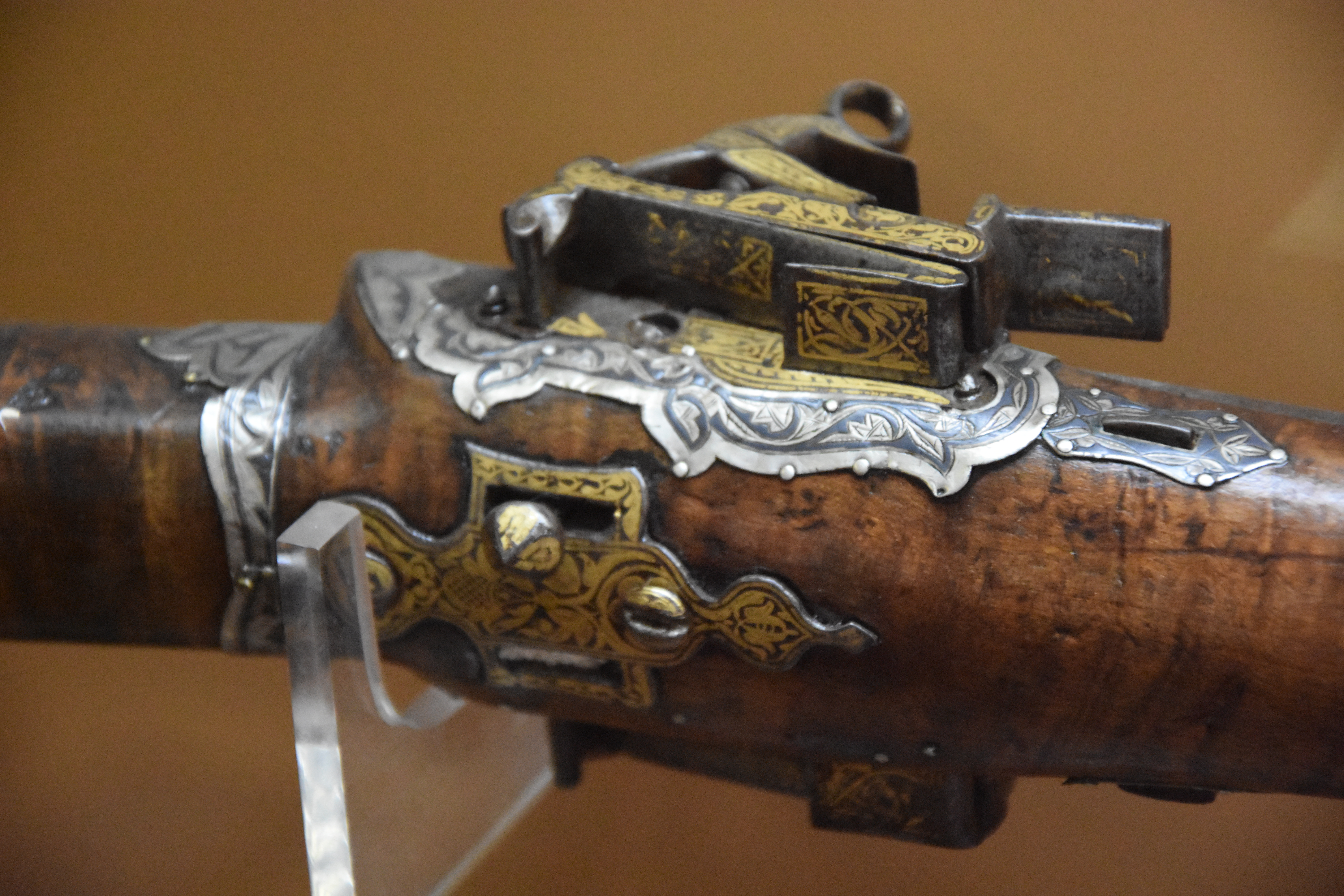